# Subcontractació
La subcontractació o externalització (en anglès outsourcing) és el procés al qual una empresa encarrega una empresa externa, que té una personalitat jurídica independent, de l'execució d'un servei o de la fabricació d'un component, d'un muntatge o d'un producte complet. Un cas especial és l'ocupació de treballadors contractats per un tercer — una empresa de substitucions o de treball temporal — que fan la seva feina als tallers o les oficines de l'empresa principal.
De certes empreses al segle xix que eren organitzades en quasi autarquies, fins a l'empresa del sector automòbil que només incorpora béns intermedis ja força complexos fabricats per subcontractistes a l'empresa de moda que subcontracta tota la producció a tallers obscurs en països de sou baix, el grau de subcontractació pot ser molt diferent. Es diferencia de la deslocalització que és la transferència d'una activitat vers un país llunyà tant si es fa en una filial pròpia de l'empresa mare com si es fa prop d'un subcontractista. Des dels anys 1970 va palesar que grans estructures empresarials verticalment integrades no eren les més adequades per als nous reptes de les economies.

## Terminologia

### Tipus
Es distingeixen dues formes:
- la subcontractació de capacitat: quan una empresa no disposa de mitjans de producció suficients per a respondre a la demanda, històricament en «moments de punta».
- la subcontractació d'especialitat: quan a l'empresa li cal un ofici o un èquip molt especialitzat, essencial però que demana massa inversions en formació i material per poder organitzar de manera rendible si mateix un departament intern. És el cas, per donar un exemple didàctic, d'un viticultor que podria instal·lar la seva impremta per fer les etiquetes, o subtractar la impressió a una impremta especialitzada.

### Parts
Un contracte de subcontractació es fa entre dues parts, d'un costat el client, anomenat l'empresa principal o el contractista i de l'altre costat el proveïdor o subcontractista.

## Alguns dels factors que intervenen en la decisió empresarial
La tria de fer les coses en intern o de subcontractar-les és una decisió estratègica de la direcció empresarial, que ha de sospesar el pro i els contra, i que depèn de molts factors.
- L'empresa principal encomana el servei o el component segons el contracte negociat per a un preu determinat. No té fer compte d'imprevists que es passen a l'empresa del subcontractista: malaltia de treballadors, vagues, accidents, congestió...
- Per les advantatges socials, un sou superior, convenis col·lectius més profitosos per als treballadors, temps de treball menor, etc. que vigeixen a les grans empreses, la producció interna és més cara que per al subcontractista que sovint no té totes aquestes obligacions.
- L'empresa principal pot fer jugar la competició en utilitzar la menaça de subcontractació en les negociacions amb la propera plantilla o entre dos subcontractistes.
- La interdependència creix. Si un petit subcontractista fàbrica una peça essencial i que hi ha una interrupció d'entrega (per un accident, una vaga, un incendi…) que causa la parada d'una línia de producció, mai no podria indemnitzar, tot i pagar les multes previstes al contracte, el cost de la parada de la fàbrica del subcontractador.
- Una pèrdua del control: en treballar per l'empresa principal, un subcontractista apren noves tècniques i adquireix perícies que un dia podria utilitzar per oferir-la a competitors de l'empresa principal
- Una millor valorització dels recursos i de les capacitats. Si, per exemple, l'empresa principal per a la seva producció només li calen 20 hores per setmana d'una màquina onerosa, la resta del temps, el capital queda inutilitzat, si el fa en intern. Un subcontractista que té la mateixa màquina, ans al contrari, pot vendre la capacitat residual a altres empreses, rendiblitzar millor el capital invertit i per això baixar el cost final.
- Si en una mateixa línia de producció treballen junts empleats de l'empresa principal i empleats d'un subcontractista per a fer la mateixa feina i que les condicions salarials i socials són massa divergents, això pot conduir a conflictes i a inestabilitat.
- Problemes de reputació. Si la premsa descobreix que una marca prestigiosa fa fabricar els seus productes prop de subcontractistes que exploten el seu personal, que no respectin la seguretat això pot conduir a la desestima dels seus clients finals.[3][4][5]
- Una flexibilitat superior. Si l'empresa principal inverteix en intern en un èquipament de producció i que una nova tecnologia advé que és més eficaç, es troba davant el dil·lema de llançar l'equipament encara no amortitzat o produir a un cost superior. Si hagués subcontractat, podria canviar de proveïdor a la fi del contracte vigent, o pressionar el subcontractista per adquirir la nova tecnologia.
- L'inadequació cultural o d'accent, sobretot en serveis de centres d'atenció telefònica[6]
- La distància, el cost i el temps de transport i al cas d'una subcontractació a països llunyans, els problemes de comunicació i de diferència horària. Aquests factors són menys important per a productes de massa finits (tèxtil, aparells electrònics) que per components que han de ser muntats en la cadena de producció del principal.
- La possibilitat de frau i d'imitacions. És un fenomen molt conegut de la indústria vestimentària. El subcontractista que produeix per a marques prestigioses, secretament ven als mercats paral·lels de les imitacions a baix preu. L'abril de 2005, es va produir el robatori de 300.000 dòlars a quatre clients de Citibank després que treballadors de centrals telefòniques a Pune (Índia) van adquirir les contrasenyes dels comptes d'aquests clients i que van transferir els diners als seus propis comptes.[7]
- L'absència de representació sindical a l'empresa subcontractista.[8]
- El quadre legal: en Espanya, l'empresa principal té obligacions legals, també per a les condicions de treball en les empreses auxiliars, el que el fa menys fàcil d'esquivar les seves responsabilitats. Excepte per a missions temporànies, la cessió de treballadors està prohibida legalment.[8]
- A l'estat espanyol, l'empresa principal pot ser solidària i subsidiària, el que implica que ha de fer front a les obligacions no satisfetes per l'empresa auxiliar (el subcontractista), per exemple quan el subcontractista és declarat insolvent.[8]

## La crítica dels representants dels treballadors
La principal crítica dels representants dels treballadors és que les condicions de treball (sou, seguretat, continuïtat de treball, advantatges socials, possibilitat de progrés, formació, respecte del medi ambient…) són molt pitjors en les empreses del subcontractistes que a les empreses subcontractadores. No tota la subcontractació és precarització, però sovint ho és.